# Stadhouderskade 68
Het gebouw Stadhouderskade 68 is een voormalig herenhuis aan de Stadhouderskade te Amsterdam-Zuid.
Het gebouw is ontworpen door IJme Gerardus Bijvoets en is gebouwd in de eclectische bouwstijl ontworpen. Het pand is symmetrisch gebouwd met een wit middenvlak, tegenover donker beschilderde gevelvlakken links en rechts. Het gebouw werd pas tot gemeentelijk monument verklaard toen de kunststof kozijnen al geplaatst waren. Normaal mogen dergelijke kozijnen niet geplaatst worden bij monumenten. Het van oorsprong zijnde woonhuis dient al jaren tot hotel Paganini. Eerder was de ambtenarenvakbond ABVA/KABO hier gevestigd. De eerste en tweede etage hebben een balkon, de derde juist weer niet. 
Het is onduidelijk waarom juist dit gebouw de monumentenstatus heeft gekregen. Het naastgelegen gebouw Stadhouderskade 69-70 kwam daarvoor gezien het voorname uiterlijk meer in aanmerking.
Oost ·
160 ·
158 ·
157 ·
156 ·
155 ·
151-154 ·
149-150 ·
145-146 ·
142-144 ·
140-141 ·
137-139 ·
135-136 ·
130-134 ·
129 ·
128 ·
125-127 ·
123-124 ·
116-122 ·
115 ·
110-113 ·
100-101 ·
97 ·
95-96 ·
93-94 ·
92 ·
91 ·
89-90 ·
87-88 ·
86 ·
85 ·
84 ·
82-83 ·
78-79 ·
77 ·
Heineken Brouwerij ·
74 ·
72-73 ·
69-70 ·
68 ·
67 ·
65-66 ·
64 ·
62-63 ·
60-60a ·
58-59 ·
56-57 ·
Willemshuis ·
Van Nispenhuis ·
Kapel van Sint Josephs Gezellen-Vereeniging ·
54 ·
52-53 ·
47-49 ·
Carel Willinkplantsoen ·
Polderhuis ·
Ruysdaelkade 2-4 ·
Judith Leysterbrug ·
42 (Rijksmuseum) ·
40-41 ·
31-35 ·
30 ·
29 ·
Park Centraal Amsterdam ·
Stedemaagd (Vondelpark) ·
Byzantium ·
Koepelkerk ·
12 (Marriott) ·
Persilhuis ·
7 ·
5 ·
3 ·
1 ·
West